# Innocence Is Kinky
| Совокупная оценка | Совокупная оценка |
| Источник          | Оценка            |
| ----------------- | ----------------- |
| Metacritic        | 87/100            |
| Оценки критиков   |                   |
| Источник          | Оценка            |
| Allmusic          | [ 3 ]             |
| PopMatters        | (9/10)            |
| Sputnikmusic      | (4.7/5)           |
| Pitchfork Media   | (7.8/10)          |
| Drowned in Sound  | (8/10)            |

Innocence Is Kinky — второй студийный альбом норвежской певицы Енню Вал, выпущенный в апреле 2013 года на Rune Grammofon. На заглавный трек было снято музыкальное видео, срежиссированное Зией Энгер.

## Список композиций
Слова и музыка всех песен — Енню Вал.
| №   | Название                                      | Длительность |
| --- | --------------------------------------------- | ------------ |
| 1.  | «Innocence is Kinky»                          | 4:26         |
| 2.  | «Mephisto in the Water»                       | 4:03         |
| 3.  | «I Called»                                    | 3:24         |
| 4.  | «Oslo Oedipus»                                | 2:42         |
| 5.  | «Renée Falconetti of Orléans»                 | 4:29         |
| 6.  | «Give Me That Sound»                          | 2:08         |
| 7.  | «I Got No Strings»                            | 5:22         |
| 8.  | «Is There Anything on Me That Doesn't Speak?» | 3:41         |
| 9.  | «Amphibious, Androgynous»                     | 4:36         |
| 10. | «Death of the Author»                         | 3:35         |
| 11. | «The Seer»                                    | 3:25         |

## Участники
- Енню Вал — аранжировщик, композитор, барабаны, инженер, гитара, клавишные, основного исполнителя, отбор проб, вокал, бэк-вокал
- Али Чант — инженер, микшер
- Джон Дент — мастеринг
- Стефан Хэмбрук — инженер
- Крис Каус — цитируемый автор
- Киррь Лаастад — аранжировщик, драм-машина, барабаны, клавишные, перкуссия
- Оле Хенрик Мо — струнные аранжировки, альт, скрипка
- Джон Пэриш — банджо, бас, гитара, клавишные инструменты, смешивание, производитель, тромбон
- Эспен Рейнертсен — саксофон
- Кари Роннеклеив — скрипка
- Ховард Волден — аранжировщик, драм-машина, акустическая гитара, электрическая гитара, клавишные